# 真異齒䲁
真異齒䲁（學名：Ecsenius dilemma），又稱真無鬚䲁，為輻鰭魚綱鳚形目䲁科異齒䲁屬的一種，分布於西太平洋菲律賓海域，深度1至34公尺，本魚體延長，稍側扁，似圓柱狀；頭鈍短。前鼻孔具一鼻鬚；無眼上鬚及頸鬚，後犬齒，兩側各一個，側線無垂直孔對，背鰭硬棘12枚、背鰭軟條12-13枚、臀鰭硬棘2枚、臀鰭軟條14-15枚，體長可達3.1公分，棲息在水淺的珊瑚礁沙石底質海域，雌魚產附著性卵，雄魚有護卵行為，幼魚為浮游性，以藻類為食，生活習性不明，可做為觀賞魚。